# Lewisporte
Lewisporte is een gemeente (town) in de Canadese provincie Newfoundland en Labrador die gelegen is aan de noordkust van het eiland Newfoundland.

## Geografie
De gemeente ligt aan Burnt Bay, een zuidelijke zijarm van de Bay of Exploits. Lewisporte wordt beschouwd als de westelijke toegangspoort tot de Kittiwake Coast, een kuststrook in het noordoosten van Newfoundland. De gemeente grenst in het noorden aan het dorp Stanhope.
Het dorpscentrum bevindt zich aan de splitsing van provinciale route 341 en provinciale route 342. In het zuiden van de gemeente bevindt zich daarenboven de splitsing tussen provinciale route 341 en provinciale route 340.

## Geschiedenis
In 1946 werd Lewisporte door de overheid van het Dominion Newfoundland erkend als een gemeente.
Lewisporte was decennialang belangrijk als veerhaven voor het vervoer van goederen en personen naar Labrador, wat honderden jobs voor de gemeente opleverde. De aanleg van de Trans-Labrador Highway vanaf de jaren 1990 betekende het einde van de veerverbinding voor passagiers en in 2008 stopte de provincie ook met uitbating van de cargohaven, waardoor de overheidskade geleidelijk aan in verval geraakte.
In 2023 nam het gemeentebestuur de kade met bijhorende gebouwen en opslagplaatsen over in de hoop er opnieuw economische activiteiten te laten plaatsvinden.

## Demografie
Met zo'n 3300 inwoners is Lewisporte de grootste plaats aan de noordkust van het eiland Newfoundland. Tussen 1986 en 2001 kende de gemeente, net zoals vrijwel alle afgelegen plaatsen op Newfoundland, een demografische terugval (-17%). Sindsdien is de bevolkingsomvang echter relatief stabiel.
| Demografische ontwikkeling van Lewisporte tussen 1951 en 2021 |
| ------------------------------------------------------------- |
|                                                               |
| Bron: 1951–1986, 1991–1996, 2001–2006, 2011–2016, 2021        |

### Taal
In 2021 had 99,4% van de inwoners van Lewisporte het Engels als moedertaal; vrijwel alle anderen waren die taal machtig. Hoewel slechts vijftien mensen (0,5%) het Frans als moedertaal hadden, waren er 55 mensen die die andere Canadese landstaal konden spreken (1,7%). Naast het Engels en het Frans was er anno 2021 geen enkel andere taal die minstens tien mensen in de gemeente machtig waren.

## Gezondheidszorg
In de gemeente bevindt zich het Lewisporte Health Centre, een gezondheidscentrum dat zowel primaire als langetermijnzorg aanbiedt aan de inwoners uit de ruime omgeving. Voor basale eerstelijnszorg kunnen de inwoners terecht in het Lewisporte Community Health Centre. Beide centra vallen onder de bevoegdheid van de gezondheidsautoriteit Central Health.